# Spherillo nipponicus
Spherillo nipponicus là một loài chân đều trong họ Armadillidae. Loài này được Arcangeli miêu tả khoa học năm 1952.